# Castiglione della Pescaia
Castiglione della Pescaia – miejscowość i gmina we Włoszech, w regionie Toskania, w prowincji Grosseto.
Według danych na rok 2004 gminę zamieszkiwały 7244 osoby, 34,8 os./km².

## Bibliografia

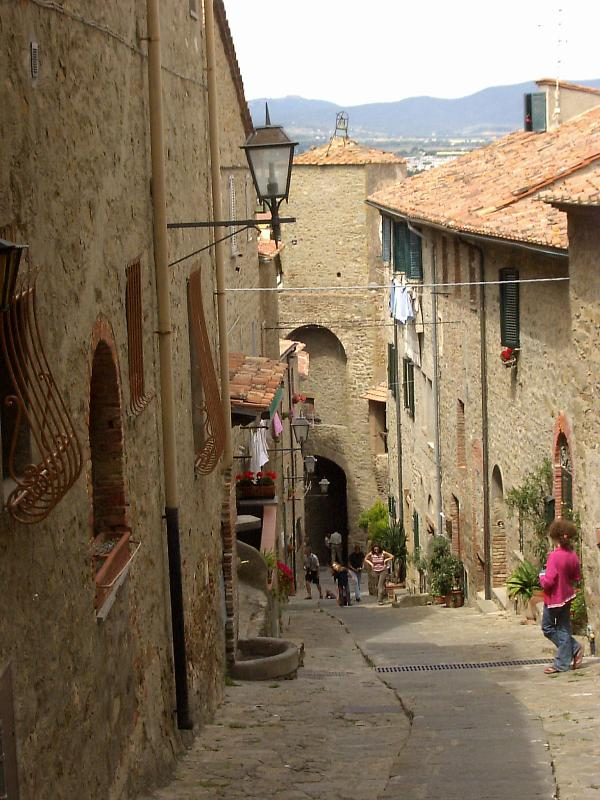
Castiglione della Pescaia - Stare Miasto